# Umar Sadiq
Sadiq Umar Mesbah (Kaduna, 2 de febrer de 1997), més conegut com a Umar Sadiq, és un futbolista nigerià que juga com a davanter a la Reial Societat de la Primera Divisió espanyola.

## Trajectòria esportiva

### Juvenils
Sadiq va començar a jugar a futbol infantil al Kusa Boys, club de la seva ciutat natal. Després va viatjar a l'capital de Nigèria per unir-se a la Football College Abuja, reconeguda acadèmia del país.
L'any 2013, va jugar amb l'Abuja FC un torneig internacional juvenil, el Kvarnerska Rivijera, a Rijeka, Croàcia. Sadiq va mostrar un gran nivell amb 16 anys i van quedar campions de la 61a edició. L'Spezia Calcio va mostrar interès pel jugador, però per a la temporada 2013-14 va fitxar pel Lavagnese de la Sèrie D per adaptar-se al futbol italià.
Va disputar un partit a la màxima categoria del futbol amateur d'Itàlia. Després es va incorporar a l'Spezia definitivament.

### Spezia Calcio
Sadiq va debutar a l'Spezia Calcio 1906 el 30 d'agost de 2014, en la primera jornada del Campionat Primavera, va jugar els 90 minuts contra la Fiorentina, va marcar el seu primer gol. però van perdre 6 a 2. Es va consolidar com a titular i va jugar 24 partits del campionat, en què va marcar 26 gols, inclosos 5 doblets i un hat-trick.
A causa del seu rendiment en juvenils, el tècnic del primer equip, Nenad Bjelica, el va convocar per la vuitena jornada de la Serie B, on van jugar contra el Pro Vercelli, tot i que no va tenir minuts i van perdre 1 a 0. Per a la jornada 21, va ser convocat novament, el 28 de desembre van jugar contra el Bari, van guanyar 3 a 0 però no va jugar.
El mes de febrer, ja el 2015, va jugar el Torneig de Viareggio, va marcar un gol en el primer matx, però van caure a quarts de final amb la Fiorentina. Va estar present en 4 partits.
Va finalitzar la temporada 2014-15, amb 32 presències i 27 gols a les categories juvenils.

### AS Roma
Per la seva bona actuació, l'AS Roma va pactar-ne la dessió per 500.000 €, amb una opció de compra de 2,5 milions d'euros. Va arribar amb els romans per començar la temporada 2015-16.
Va ser inclòs a la llista de la Champions League Juvenil. El seu primer partit amb la Roma va ser a primera jornada de la competició internacional, el 16 de setembre de 2015, va jugar com a titular contra el FC Barcelona i van empatar 0 a 0.
El 19 de setembre, va jugar com a titular a la segona jornada del Campionat Primavera contra el Napoli, es va destacar en marcar 4 gols i brindar una assistència, van guanyar 6 a 2. A la jornada següent, van jugar contra la Virtus Lanciano, va marcar 2 gols i van guanyar 3 a 0.
Es van enfrontar a BATE a la segona data del torneig internacional, el 29 de setembre, va estar present els 90 minuts però van tornar a empatar sense gols.
A causa de les seves bones actuacions amb els juvenils, el tècnic del primer equip, Rudi García, el va convocar per a la setena jornada de la Sèrie A, va estar al banc de suplents el 4 d'octubre contra el Palerm, no va tenir minuts i van guanyar 4 a 2.
Va jugar el partit de vuitens de final de la Copa Itàlia Primavera, el 18 de novembre, va estar els 90 minuts contra l'Atalanta, va marcar un doblet i van guanyar 2 a 0.
La tretzena jornada de la Sèrie A, el 21 de novembre, van jugar contra el Bologna a l'Estadi Renato Dall'Ara davant més de 23.300 espectadors, Sadiq va ingressar al minut 89 i van empatar 2 a 2. Va debutar com a professional amb 18 anys i 292 dies.
El 16 de desembre, va estar al banc de suplents pels vuitens de final de la Copa Itàlia, contra l'Spezia, no va tenir minuts però van perdre per penals i van quedar eliminats.
En el seu tercer partit oficial, el 20 de desembre, van jugar contra el Genoa, al minut 82 va ingressar amb el partit 1 a 0 a favor, 7 minuts en van tenir prou per marcar el seu primer gol com a professional i sentenciar el 2 a 0.
Va jugar com a titular per primera vegada el 6 de gener de 2016, contra l'AS Chievo Verona, al minut 7 va obrir el marcador amb un gol, va estar 80 minuts a la gespa i van empatar 3 a 3.
A la Champions League juvenil, van quedar en segon lloc del grup, després de FC Barcelona. Als vuitens de final contra el Red Bull Salzburg, va marcar un gol i van guanyar 4 a 0. El 24 de febrer, es van enfrontar al PSV, li van cometre un penal i va brindar una assistència, van empatar 2 a 2 als 90 minuts, van anar a penals, Sadiq va marcar el seu i van guanyar 5 a 3.

### Espanya
Després d'encadenar sis cessions consecutives, el 5 d'octubre del 2020 la UD Almeria va fitxar el jugador en propietat per 5.000.000 €, preu que podria incrementar-se fins a 9 milions en cas de complir-se una sèrie d'objectius esportius. Va signar per cinc temporades.
En els dos primers anys va ser el màxim golejador de l'equip amb 22 i 19 gols respectivament. Al segon d'ells, a més, van aconseguir l'ascens a la Primera Divisió. En la seva estrena a la categoria va aconseguir veure porta en dues ocasions en les tres primeres jornades i, abans del tancament del període de traspassos, es va arribar a un acord per a la seva venda a la Reial Societat.